# Гілад Шаліт
Ґіла́д Шалі́т (івр. גלעד שליט) — ізраїльський військовий, капрал, захоплення котрого палестинськими бойовиками опинилося в центрі уваги світових ЗМІ. У результаті рейду бойовиків через тунель під бар'єром Ізраїль — сектор Гази на територію Ізраїлю 25 червня 2006 р. біля сектору Гази було вбито двоє ізраїльських солдатів, а Шаліта захоплено в полон. Наступного дня була висунута вимога звільнити декілька сотень палестинських в'язнів в обмін на одного полоненого ізраїльтянина. Захоплення Ґілада Шаліта погіршило ізраїльсько-палестинський конфлікт і призвело до ескалації насилля в регіоні — Ізраїль відмовився звільнити палестинців і почав в червні 2006 р. операцію з пошуку та визволення капрала, що призвело до значних людських жертв. Попри це, спроби визволити військового з палестинського полону виявилися безуспішними. Разом з військовими операціями були застосовані дипломатичні канали тиску на палестинські збройні угрупування. Оскільки Ґілад Шаліт мав також і французьке громадянство, улагодженню конфлікту також намагався сприяти і ЄС; у 2008 р. Ґілад був проголошений почесним громадянином Парижа і Рима. У Ізраїлі була створена ініціативна група, яка вимагала його звільнення і росповсюджувала інформацію про нього. Попри це, ані спроби звільнити військового, ані вимоги допустити до полоненого представників Червоного Хреста не принесли результатів. У жовтні 2011 року була досягнена домовленість, згідно з якою Ґілад Шаліт мав бути обміняний на більш ніж 1000 палестинських в'язнів.
18 жовтня 2011 р. Ґілада Шаліта було звільнено з полону в обмін на палестинських в'язнів і він повернувся до Ізраїлю.